# Панасенков Артем Андрійович
Артем Андрійович Панасенков (нар. 5 листопада 1998, Хмельницький, Україна) — український футболіст, захисник футбольного клубу «Rot-Weiß Kirchlengern» що на півночі Німеччини.

## Клубна кар'єра
Народився в Хмельницькому, вихованець місцевої ДЮСШ-1. У вересні 2012 року перейшов на навчання до дніпропетровського УФК, у складі якого виступав у ДЮФЛУ. Дані про кар'єру гравця у 2014 та 2015 році відсутні. У 2016 році виступав у чемпіонаті Дніпропетровської області. Наступного року повернувся до рідного міста, де виступав за місцевий СК «Хмельницький» у чемпіонаті області та аматорському чемпіонаті України.
На початку липня 2018 року уклав 1-річний контракт з «Поділлям». Дебютував у футболці хмельницького клубу 22 липня 2018 року в переможному (1:0) виїзному поєдинку 1-го туру групи А Другої ліги України проти рівненського «Вереса». Артем вийшов на поле на 90-ій хвилині, замінивши Яна Морговського. У Другій лізі України відіграв 3 сезони, за підсумками сезону 2020/21 років «Поділля» виграло групу «А» та підвищилося в класі. У Першій лізі України дебютував 25 липня 2021 року в нічийному (0:0) домашньому поєдинку 1-го туру проти київської «Оболоні». Панасенков вийшов на поле на 90-ій хвилині, замінивши Володимира Савошка.

## Кар'єра в збірній
У 2018 році виступав за збірну Хмельницької області з футболу.